# Transavia Denmark
Transavia Denmark war eine dänische Fluggesellschaft mit Sitz in Kopenhagen und Basis auf dem Flughafen Kopenhagen. Sie war eine Tochtergesellschaft der niederländischen Fluggesellschaft Transavia Airlines und trat wie diese vor allem unter der Marke transavia.com und mit derselben Corporate Identity auf.

## Geschichte
Transavia Airlines sah durch die Insolvenz der dänischen Fluggesellschaft Sterling Airlines eine Möglichkeit, in den dänischen Markt einzusteigen. Somit begann die Gesellschaft am 6. November 2008 mit Charterflügen vom Flughafen Billund zu verschiedenen Zielen im Mittelmeerraum. Am 8. Dezember 2008 wurden die ersten Linienflüge vom Flughafen Kopenhagen aufgenommen.
Transavia Denmark erhielt am 13. August 2009 von der dänischen Luftfahrtbehörde das Air Operator Certificate und durfte somit mit eigenen Flugzeugen Flüge durchführen.
Im September 2010 wurde bekannt gegeben, dass Transavia Denmark auf Grund von nicht erfüllten Geschäftszielen zum 1. April 2011 den Betrieb einstellt. Die niederländische Muttergesellschaft ist hiervon nicht betroffen.

## Flotte
Mit Stand Januar 2011 bestand die Flotte der Transavia Denmark aus zwei Flugzeugen:
- 2 Boeing 737-800

Zuvor wurde bereits eine Boeing 737-700 eingesetzt. Alle jemals eingesetzten Flugzeuge (drei) wurden von ILFC geleast.